# Бранденбург (провинция)
Бранденбург (нем. Brandenburg, после 1939: Mark Brandenburg) — провинция королевства Пруссия и Свободного государства Пруссия (с 1871 года — в составе Германии). Являясь колыбелью прусского государства, Бранденбургское курфюршество официально стало провинцией Пруссии лишь после распада Священной Римской империи в 1806 году. В 1815 году в результате прусских административных реформ провинция была реорганизована и получила новые границы. После 1945 года больша́я часть Бранденбурга была передана Польше. На оставшейся территории в 1947 году была создана земля Бранденбург.

## История

### Ядро прусского государства

Провинции Королевства Пруссия в 1806 году

Бранденбург с самого начала являлся неотъемлемой частью прусского государства. Ещё в 1618 году бранденбургские Гогенцоллерны унаследовали прусское герцогство, в результате чего была образована личная уния Бранденбург-Пруссия и курфюрсты Бранденбурга одновременно становились герцогами Пруссии.
После того как бранденбургский курфюрст Фридрих III в 1701 году провозгласил себя королём Пруссии, тем самым превратив прусское герцогство в королевство, название «Пруссия» постепенно распространилось и на все владения Гогенцоллернов как в границах Священной Римской империи, так и за её пределами, хотя формально оно относилось лишь к владениям прусского короля за пределами Священной Римской империи. При этом другие владения прусского короля, входящие в Священную Римскую империю, вплоть до её развала в 1806 году формально не являлись территориями Королевства Пруссия.

### Реорганизация прусских провинций
В 1815 году по итогам Венского конгресса по окончании освободительных войн территория Пруссии была значительно увеличена. Для лучшей организации территории государства в Пруссии была проведена административная реформа, предполагающая полное переустройство провинциального деления и учреждение должности обер-президента в провинциях.
Провинция Бранденбург в её новых границах стала одной из десяти новоорганизованных провинций и включала курфюршество Бранденбург вместе с Ноймарком восточнее Одера, но без Альтмарка западнее Эльбы (который был включён в состав провинции Саксония). Кроме того, в новую провинцию Бранденбург также вошла и Нижняя Лужица. Резиденция правительства сначала находилась в Потсдаме, затем в 1827—1843 годах — в Берлине, в 1843—1918 годах — вновь в Потсдаме, затем в Шарлоттенбурге, который в 1920 году стал берлинским районом.

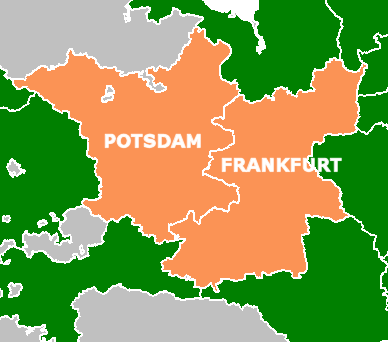
Округа Бранденбурга, 1878

На территории провинции в 1815/1816 годах были созданы три административных округа:
- Административный округ Франкфурт, центр — Франкфурт-на-Одере
- Административный округ Потсдам, центр — Потсдам
- Административный округ Берлин, центр — Берлин

Однако уже в 1821 году округ Берлин был упразднён и присоединён к округу Потсдам. В 1880 году Берлин формально вышел из состава провинции Бранденбург, получив права на самоуправление, хотя официального статуса провинции город так и не обрёл.
В 1920 году прилежащие к Берлину территории округа Потсдам были включены в черту города нового Большого Берлина, в том числе и город Шарлоттенбург, в котором располагалось правительство провинции Бранденбург.

### В нацистской Германии

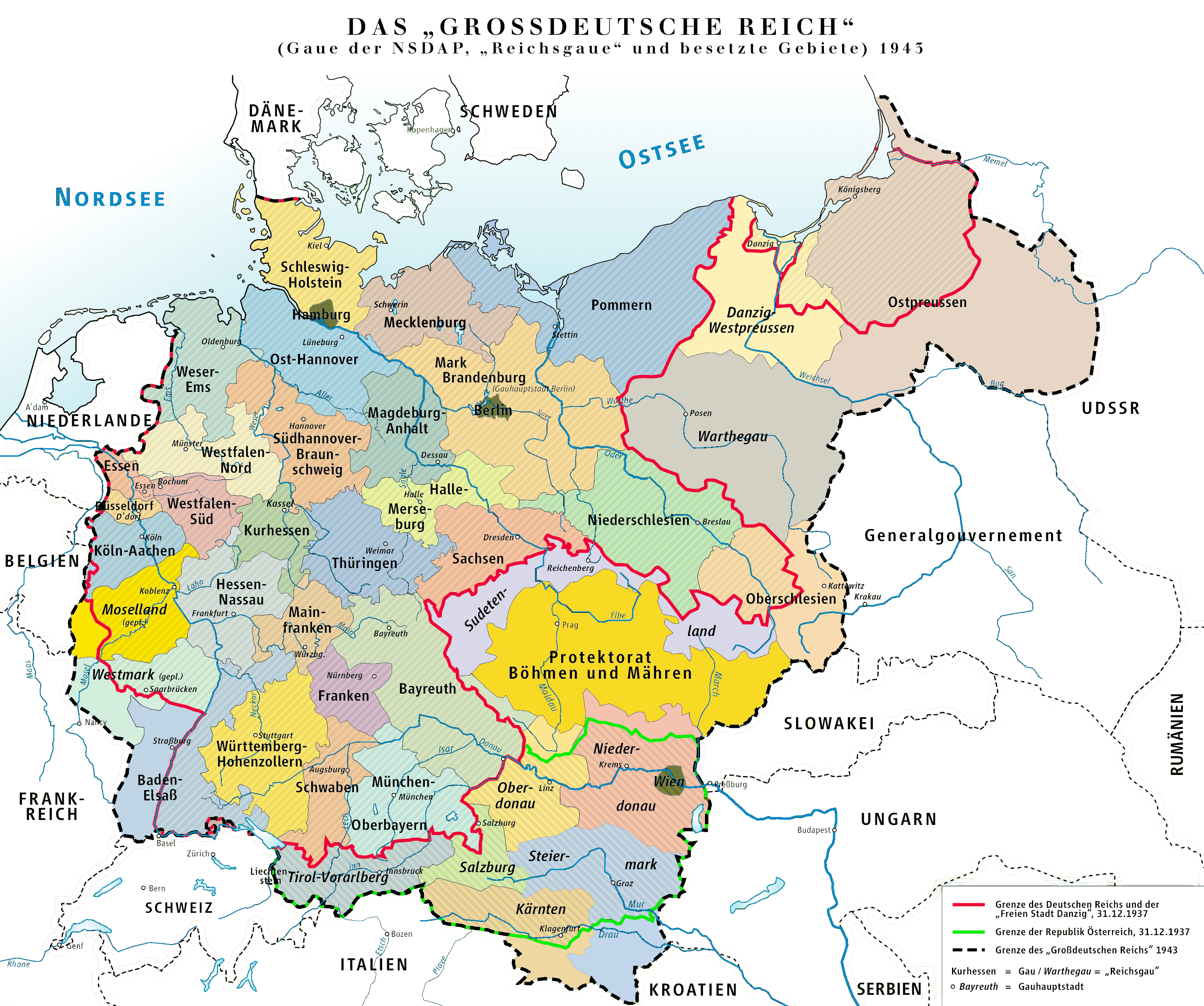
Гау и рейхсгау Германии в 1943 году

После прихода к власти национал-социалистов и началом политики гляйхшальтунга провинции фактически утратили своё значение. Функции обер-президента Бранденбурга с этого времени были переложены на гауляйтеров партийного гау Бранденбург.
После ликвидации в 1938 году провинции Позен-Западная Пруссия в провинцию Бранденбург были включены районы Шверин-на-Варте, Мезериц и отчасти Бомст, а Бранденбург соответственно передал провинции Померания районы Фридеберг и Арнсвальде. С 21 марта 1939 года провинция стала официально носить историческое название Бранденбургская марка (нем. Provinz Mark Brandenburg).

### После Второй мировой войны
В соответствии с решениями Потсдамской конференции 1945 года восточная часть Бранденбурга (большая часть округа Франкфурт) по линии Одер — Нейсе досталась Польше и в настоящее время входит в состав Любушского воеводства.
Западная часть бывшей провинции Бранденбург (без Берлина) в 1946 году образовала землю Бранденбург в составе советской оккупационной зоны, которая в 1949 году стала одной из земель Германской Демократической Республики. Однако уже в 1952 году в результате административной реформы в ГДР все земли были ликвидированы, а на их месте были образованы 15 округов. После воссоединения Германии в 1990 году была вновь образована современная земля Бранденбург, которая, однако, несколько отличается в границах от своей предшественницы. Ни в образованном в 1946 году, ни в воссозданном в 1990 году Бранденбурге административные округа более не создавались.

## География и экономика
В устройстве поверхности Бранденбурга очень ясно выступали два ряда возвышенностей и два ряда низменностей. Между обеими низменностями — широкая, плоская, едва приподнятая равнина, изрезанная множеством рек и каналов и покрытая болотами и озёрами. Обширные пространства занимали сосновые леса и вереском. Преобладали песчаные почвы; на возвышенностях — почва глинистая с легкой примесью чернозема. Значительнейшей рекой провинции являлся Одер со своими притоками Варта, Нетца, Стоберов (Stobberow), Вельзе, Финов (Finow), Нейссе и Бобер. Всего на территории провинции находилось до 600 озёр с общей водяной площадью в 580 кв. км. По развитию водных путей сообщения Бранденбург занимал первое место среди прочих прусских провинций.
Важными отраслями добывающей промышленности Бранденбурга являлась добыча торфа, бурого угля, извести, гипса, каменной соли и глины. Обширные леса — преимущественно сосновые, но также и лиственные, доставляли множество лесного материала. Главными земледельческими продуктами провинции были ячмень и рожь, отчасти пшеница, затем гречиха и кормовые травы. Также культивировался картофель, свекловица, лен, пенька, марена и синильник, а также, преимущественно в больших поместьях — рапс. Возделывался и табак. Значительной отраслью сельского хозяйства также являлось скотоводство. Бранденбург являлся основным поставщиком шерсти в Пруссии, а лучшие сорта шерсти считались превосходнейшими в мире. Значительно были развиты рыболовство, охота и пчеловодство. Шелководство тоже достигло известного значения.
Фабричная деятельность провинции получила в новейшее время необыкновенное развитие. Кроме Берлина, центрами обрабатывающей промышленности являлись города Потсдам, Шпандау, Бранденбург, Ратенов, Ораниенбург, Нейштадт-Эберсвальде, Пренцлау, Луккенвальде, Йютербог, Франкфурт, Ландсберг, Штернберг, Зоммерфельд, Котбус, Луккау, Финстервальде, Калау и Зорау. Самыми значительными отраслями фабричной деятельности в провинции являлись шерстяное, суконное и полотняное производства, фабрикация шелковых и полушелковых материй и окрашивание их. Также в провинции имелось множество фабрик, изготовляющих позументный товар, шали, набивной ситец, бумажные ткани. Значительны были также кожевенные заводы, табачные фабрики, паровые мельницы, машиностроительные заводы, фабрики бронзовых изделий, чугунолитейные и железоделательные заводы, заводы меднокотельные и латунных изделий, стеклянные и фарфоровые фабрики, заводы по производству глиняных изделий, химические лаборатории, мыловаренные и свечные фабрики. Очень значительным было также и винокурение, в особенности картофельное.

## Население

### Статистические данные

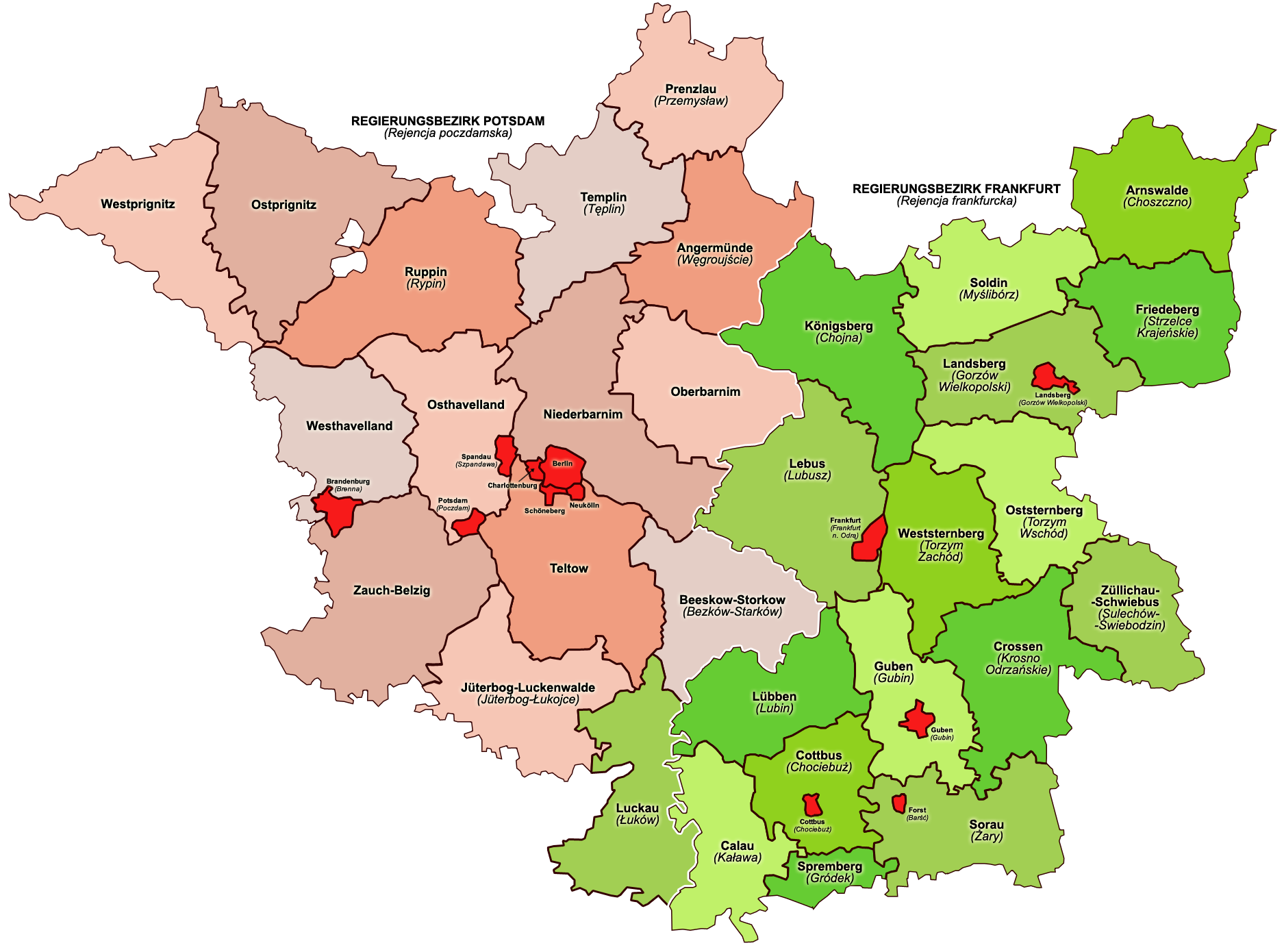
Провинция Бранденбург и город Берлин, 1905 год

В 1880 году город Берлин был выделен из провинции Бранденбург в самостоятельную административную единицу, хотя и не был возведён в ранг самостоятельной провинции. Таким образом, территория Бранденбурга без Берлина составила в 1881 году 39.838 км² (вместе с Берлином — 39.893 км²). Население Бранденбурга (без Берлина) в 1885 году составляло 2.342.411 человек, большинство из которых составляли немцы за исключением около 45 тысяч вендов в Нижней Лужице. Подавляющее большинство населения (почти 2,3 миллиона человек) провинции принадлежали к протестантам. Также имелось около 58 тысяч католиков и 12 тысяч евреев.

Провинция Бранденбург на карте Германии в 1925 году (без Берлина)

Территория и население провинции Бранденбург в 1900 году:
| Административный округ | Площадь, км² | Население, чел. | Количество районов | Количество районов |
| Административный округ | Площадь, км² | Население, чел. | сельских           | городских          |
| ---------------------- | ------------ | --------------- | ------------------ | ------------------ |
| Округ Потсдам          | 20.639,66    | 1.929.304       | 14                 | 6                  |
| Округ Франкфурт        | 19.198,18    | 1.179.250       | 17                 | 5                  |
| Всего по провинции     | 39.837,84    | 3.108.554       | 31                 | 11                 |

В 1920 году территория Берлина была значительно расширена за счёт близлежащих районов. К населению старого Берлина в 1,9 млн человек добавилось ещё около 1,9 млн жителей, в том числе 1,2 млн человек из 7 бывших самостоятельных городов, таких как, например, Шарлоттенбург, Шпандау, Шёнеберг и Кёпеник. Таким образом, Большой Берлин охватил территорию в 878 км².
Территория и население провинции Бранденбург в 1925 году:
| Административный округ | Площадь, км² | Население, чел. | Количество районов | Количество районов |
| Административный округ | Площадь, км² | Население, чел. | сельских           | городских          |
| ---------------------- | ------------ | --------------- | ------------------ | ------------------ |
| Округ Потсдам          | 19.836       | 1.299.894       | 14                 | 5                  |
| Округ Франкфурт        | 19.200       | 1.292.525       | 17                 | 5                  |
| Всего по провинции     | 39.036       | 2.592.419       | 31                 | 10                 |

Религиозный состав населения в 1925 году: 92,1 % — протестанты; 5,3 % — католики; 0,1 % — другие христианские конфессии; 0,3 % — евреи; 2,1 % — прочие конфессии.
Площадь и численность населения провинции и отдельных её административных округов по состоянию на 17 мая 1939 года в границах на 1 января 1941 года и количество районов на 1 января 1941 года:
| Административный округ | Площадь, км² | Население, чел. | Количество районов | Количество районов |
| Административный округ | Площадь, км² | Население, чел. | сельских           | городских          |
| ---------------------- | ------------ | --------------- | ------------------ | ------------------ |
| Округ Потсдам          | 19.886,25    | 1.691.343       | 14                 | 5                  |
| Округ Франкфурт        | 18.387,96    | 1.316.590       | 17                 | 5                  |
| Всего по провинции     | 38.274,21    | 3.007.933       | 31                 | 10                 |

### Городское и сельское население
Распределение населения по различным типам населённых пунктов в зависимости от их величины по общему количеству жителей, согласно данным переписи населения 1925 года и по состоянию на 17 мая 1939 года:
| Год  | Доля населения по категориям населённых пунктов по числу жителей | Доля населения по категориям населённых пунктов по числу жителей | Доля населения по категориям населённых пунктов по числу жителей |
| Год  | менее 2.000 жителей                                              | 2.000 — 100.000 жителей                                          | более 100.000 жителей                                            |
| ---- | ---------------------------------------------------------------- | ---------------------------------------------------------------- | ---------------------------------------------------------------- |
| 1925 | 50,6 %                                                           | 49,4 %                                                           | 0,0 %                                                            |
| 1939 | 38,7 %                                                           | 56,8 %                                                           | 4,5 %                                                            |

Крупнейшими городами провинции Бранденбург являлись (по данным 1925 года):
- Франкфурт-на-Одере (округ Франкфурт) — 70.884 чел.
- Потсдам (округ Потсдам) — 64.203 чел.
- Бранденбург (округ Потсдам) — 59.297 чел.
- Котбус (округ Франкфурт) — 50.432 чел.
- Ландсберг (округ Франкфурт) — 43.303 чел.
- Губен (округ Франкфурт) — 40.636 чел.
- Форст (округ Франкфурт) — 35.962 чел.

## Обер-президенты

Герб провинции Бранденбург

Пост обер-президента введён в Пруссии согласно указу от 30 апреля 1815 года об улучшении организации провинциального управления (нем. Verordnung wegen verbesserter Einrichtung der Provinzial-Behörden).
| Годы      | Обер-президент               | Партия |
| --------- | ---------------------------- | ------ |
| 1815—1824 | Георг Кристиан фон Хайдебрек |        |
| 1825—1840 | Фридрих Магнус фон Басевиц   |        |
| 1840—1848 | Аугуст Вернер фон Мединг     |        |
| 1848—1849 | Роберт фон Патов             |        |
| 1849—1850 | Клеменс фон Вольф-Меттерних  |        |
| 1850—1862 | Эдуард фон Флотвел           |        |
| 1862—1862 | Вернер фон Зелхов            |        |
| 1862—1879 | Густав фон Ягов              |        |
| 1879—1899 | Генрих фон Ахенбах           |        |
| 1899—1905 | Теобальд фон Бетман-Гольвег  |        |
| 1905—1909 | Аугуст фон Тротт цу Зольц    |        |
| 1909—1910 | Фридрих Вильгельм фон Лёбель |        |
| 1910—1914 | Альфред фон Конрад           |        |
| 1914—1917 | Рудольф фон дер Шуленбург    |        |
| 1917—1919 | Фридрих Вильгельм фон Лёбель |        |
| 1919—1933 | Адольф Майер                 | НДП    |
| 1933—1936 | Вильгельм Кубе               | НСДАП  |
| 1936—1945 | Эмиль Штюрц                  | НСДАП  |